# Bat Ye'or
Bat Ye'or, que en hebreu vol dir Filla del Nil, és el pseudònim de l'escriptora jueva Giselle Littman, nascuda a Egipte i nacionalitzada britànica. Bat Ye'or es dedica a la investigació sobre la història de l'Orient Mitjà i és pionera en l'estudi de la situació dels dhimmis i del Jihad.

## Biografia
El 1955, a Bat Ye'or li va ser retirada la nacionalitat egípcia, per això, el 1957 va traslladar-se al Regne Unit on va demanar-hi asil com a refugiada apàtrida. El 1959, aconseguí la nacionalitat britànica per matrimoni. Entre 1958 i 1960, va treballar a l'Institut Arqueològic de la Universitat de Londres. L'octubre de 1960, va fixar la seva residència a Suïssa; va ensenyar ciències socials a la Universitat de Ginebra entre 1961 i 1962 i des de 1969 s'ha fet coneguda per les seves moltes recerques i publicacions.

## Els Dhimnis
Bat Ye'or és coneguda per difondre l'ús del terme dhimmis, sobre el qual tracta en el seu llibre Islam and Dhimmitude: Where Civilizations Collide. Ella atribueix al polític libanès i líder milicià Bachir Gemayel la creació del terme dhimnitud. Segons Bat Ye'or, el concepte dhimnitud deriva de la rendició del clergat cristià als dirigents dels exèrcits del Jihad musulmà, i de la submissió al domini islàmic de les terres i de la gent. A canvi d'aquesta rendició, els cristians rebien de les autoritats musulmanes la promesa de protecció ('dhimma'). Aquesta protecció estava condicionada al pagament d'un tribut (jizya), exigit a les poblacions vençudes de jueus i cristians, els dhimmis.

## Euràbia
Bat Ye'or també és coneguda per haver encunyat el terme 'Euràbia', tema sobre el qual tracta el seu més recent llibre: Eurabia: The Euro-Arab Axis. Segons Bat Ye'or, Euràbia és una realitat geopolítica dissenyada el 1973 per mitjà de tota una sèrie d'aliances informals entre els nou països que aleshores formaven la Comunitat Europea, la qual, el 1992 va esdevenir la Unió Europea, i els països àrabs de la Mediterrània. Aquestes aliances i acords es van elaborar al més alt nivell de cada país de la Comunitat Europea amb el representant de la Comissió Europea i els seus homòlegs àrabs, amb un delegat de la Lliga Àrab. El sistema fou sincronitzat sota l'empara d'una associació anomenada El Diàleg Euro-Àrab (DEA), creada el juliol de 1974 a París. Una comissió de treball formada per comitès presidits conjuntament per un delegat europeu i un altre d'àrab va dissenyar-ne les agendes i organitzà l'aplicació de les decisions.

## Repercussió
Bat Ye'or ha aconseguit un renom mundial com a pionera en l'estudi dels dhimnis i de les tàctiques del Jihad. Les seves obres són àmpliament citades i molt valorades entre els medis de la lluita contra el terrorisme. Bat Ye'or ha parlat en una conferència Arxivat 2007-11-17 a Wayback Machine. organitzada per la Comissió de Drets Humans de l'ONU i abans havia parlat davant del Congrés dels Estats Units. Ha publicat articles en revistes de tot arreu del món i ha concedit moltes entrevistes a la ràdio i a la televisió. Alguns historiadors consideren tendencioses les seves obres mentre que d'altres les troben rigorosament acadèmiques. L'article "Europe's Jews Seek Solace on the Right", publicat al New York Times el 20 de febrer del 2005, descriu Bat Ye'or com una de les més extremades veus de la nova dreta jueva.

## Les seves idees
Bat Ye'or diu que escriu els seus llibres
 perquè he presenciat la destrucció, en uns pocs anys, d'una vital comunitat jueva existent a Egipte durant més de dos mil sis-cents anys, des dels temps del profeta Jeremies. Vaig veure la desintegració i la fugida de famílies, desposseïdes i humiliades, la destrucció de les seves sinagogues, el bombardeig dels barris jueus i la terrorització d'una població pacífica. He patit personalment les penúries i la duresa de l'exili, la misèria de ser una apàtrida i he volgut buscar l'arrel de tot això. Volia entendre per què els jueus dels països àrabs, gairebé un milió de persones, van compartir la meva experiència. 
Ella considera la dhimitud com la condició social resultant del Jihad, tal com ho exposa a The Decline of Eastern Christianity under Islam. From Jihad to Dhimmitude: 7th - 20th Century i la defineix com l'estat de por i d'inseguretat dels infidels, als quals s'exigeix d'acceptar una condició d'humiliació. Ella considera que la condició dels dhimnis només pot entendre's dins del context del Jihad.
Jacques Ellul intenta resumir els punts de vista de Bat Ye'or afirmant que ella veu el jihad i la dhimnitud com dues institucions complementàries. La interpretació del jihad com l'esforç que ha de fer el creient per superar les seves males inclinacions no explica la totalitat del concepte de jihad. Sovint hom no vol adonar-se'n que l'islam va expandir-se mitjançant la guerra. Tot i admetre que no són pas tots els musulmans els que accepten les teories socials del jihad militant, ella afirma que el paper de la Xaria en la Declaració de Drets Humans en l'islam, promulgada al Caire el 1990 demostra que la idea d'una guerra perpètua contra aquells infidels que es neguen a sotmetre's és encara vigent als països musulmans.
En els seus estudis sobre la ràpida conversió a l'islam dels cristians de l'Orient Mitjà, ella conclou que la corrupció i la divisió entre els cristians van contribuir-hi, com també que ha subministrat el model de control legal de poblacions sotmeses. Ella suggereix que els Balcans són un exemple dels efectes a llarg termini de la dhimnitud
El més controvertit dels conceptes de Bat Ye'or és la seva afirmació que el Món Occidental està sent islamitzat i dut cap a la dhimnitud; per expressar aquesta afirmació, ella ha encunyat el terme Eurabia. Ella veu aquest procés com el resultat d'una política europea d'apropament als països àrabs dirigida per França concebuda per incrementar el poder d'Europa enfront dels Estats Units. La principal conseqüència d'aquesta política és l'hostilitat europea cap a Israel. L'ús del terme dhimmitud es fa servir referit a les obres de Bat Ye'or, com ara en cursos i conferències sobre la relació dels musulmans amb gent aliena a l'islam.
Els estudis duts a terme per Bat Ye'or també inclouen:
- Pluralisme en el món islàmic, amb un interès especial en l'Europa de l'Est[9]
- Violacions dels Drets Humans en societats islàmiques[10]
- Els principis teològics del jihad[10]
- Com interpreten els musulmans la història dels pobles dhimmi[11]
- Com la interpretació musulmana dels textos religiosos influencia la interpretació islàmica de la història i els fets d'avui dia[12]
- El diàleg de civilitzacions i la negació de l'altre[13]

## Llibres de Bat Ye'or
- Eurabia: The Euro-Arab Axis, 2005, Fairleigh Dickinson University Press, ISBN 0-8386-4077-X.
- Islam and Dhimmitude: Where Civilizations Collide, 2001, Fairleigh Dickinson University Press, ISBN 0-8386-3943-7.
- The Decline of Eastern Christianity: From Jihad to Dhimmitude, 1996, Fairleigh Dickinson University Press, ISBN 0-8386-3688-8.
- The Dhimmi: Jews & Christians Under Islam, 1985, Fairleigh Dickinson University Press, ISBN 0-8386-3262-9.